# Sulpici Camerí
Els Sulpici Camerí (llatí: Sulpicii Camerini) foren una família patrícia de la gens Sulpícia que portava el cognomen Camerí, el qual podria derivar de la ciutat de Camèria, Laci. Van tenir altes funcions de l'estat fins al 345 aC, any en què va ser cònsol Servi Sulpici Camerí Rufus. Més tard no tornen a aparèixer fins acabada la República, quan Quint Sulpici Camerí va ser cònsol l'any 9.
Els personatges principals van ser:
- Servi Sulpici Camerí Cornut, cònsol de Roma l'any 500 aC.
  - Quint Sulpici Camerí Cornut, cònsol el 490 aC.
    - Servi Sulpici Camerí Cornut, cònsol el 461 aC.
      - Quint Sulpici Camerí Pretextat, tribú militar el 434 aC.
        - Servi Sulpici Camerí Pretextat, personatge suposat.
          - Servi Sulpici Pretextat, tribú amb potestat consular els anys 377 aC, 376 aC, 370 aC i 368 aC.

        - Quint Sulpici Camerí Cornut, tribú amb potestat consular el 402 aC i el 398 aC.
          - Servi Sulpici Camerí, tribú amb potestat consolar el 393 aC.
            - Servi Sulpici Camerí Rufus, cònsol el 345 aC.

          - Gai Sulpici Camerí, tribú amb potestat consolar el 382 aC.
- Quint Sulpici Camerí, cònsol l'any 9.